# Giant-Mine

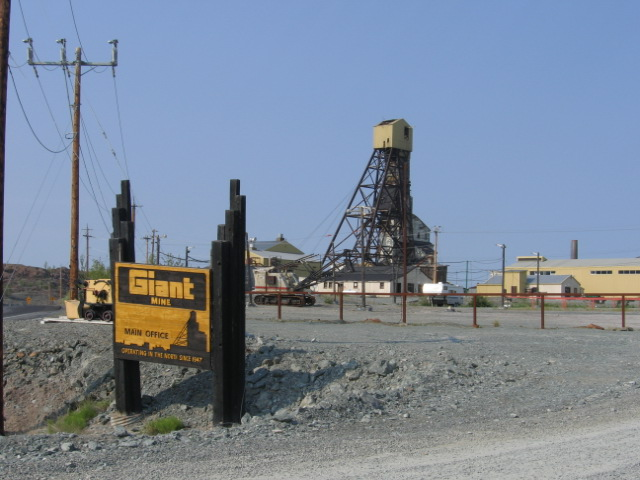
Giant Mine

Die Giant Mine war eine große Goldmine nahe Yellowknife, der Hauptstadt des kanadischen Gebiets Nordwest-Territorien. Bis 2004 wurden hier 220 Tonnen Gold abgebaut.
Johnny Baker fand das erste Gold 1935 auf dem Gelände. Die wahren Ausmaße des Vorkommens blieben aber bis 1944 unbekannt, als eine vielversprechende goldhaltige Schicht (Goldader) unter dem Baker Creek Tal entdeckt wurde. Diese brachte der Stadt neuen Aufschwung in der Nachkriegszeit. 1948 wurde ein Wasserkraftwerk eingeweiht und im selben Jahr begann die industrielle Förderung des Edelmetalls.
Pamour of Australia übernahm 1986 die Giant Yellowknife Mines Limited, der das Bergwerk gehörte, vom bisherigen Eigentümer Falconbridge, musste das Geschäft aber vier Jahre später an Royal Oak Mines Incorporated abtreten. Am 18. September 1992 explodierte eine Bombe auf dem Höhepunkt einer Auseinandersetzung zwischen Management und Mitarbeitern, die neun Streikbrecher tötete. Der Minenarbeiter Roger Warren wurde später für die Tat verurteilt. Der Streik endete 1993.
Durch den niedrigen Goldpreis ging Royal Oak im April 1999 bankrott und die Mine an die Miramar Mining Corporation, die den Betrieb 2004 endgültig einstellte. Heute befindet sich eine Gedenkstätte der N.W.T. Mining Heritage Society über die Goldproduktion in der Region auf dem Gelände der ehemaligen Mine.